# Lourdes Alves Araújo
Lourdes Maria Assunção de Jesus Mascarenhas Alves Araújo (* 15. August 1956 in Hatolia Vila, Ermera, Portugiesisch-Timor; † 24. Mai 2021), Kampfname Merita, war eine Politikerin und Frauenrechtlerin aus Osttimor. Sie war Mitglied der FRETILIN.

## Werdegang
Alves war die älteste Tochter von Hermínio Marques Alves und Gilhelmina of Jesus Alves und hatte zehn Geschwister. war zusammen mit Rosa Bonaparte in der Schule (wahrscheinlich in der Schule der Canossianerinnen in Ossu). Zusammen mit Bonaparte war Alves 1975 führendes Mitglied der Organização Popular de Mulheres Timorense OPMT, der Frauenorganisation der FRETILIN. Außerdem gehörte Alves der FRETILIN-Studentenorganisation UNETIM an.
Alves floh vor der Invasion der Indonesier am 7. Dezember 1975 in die Berge. Mit 10.000 anderen Menschen geriet sie im Juli 1978 in Metinaro in einen Kessel und wurde von den Indonesiern gefangen genommen. Sie wurde nach Dili gebracht und erlitt im Sang Tai Ho Integrationszentrum Vergewaltigung und Folter. Später freigelassen wurde sie noch vier weitere Male von der Besatzungsmacht verhaftet. Das letzte Mal mit ihrem Ehemann Octávio Jordão de Araújo am 18. Dezember 1992. Sie kamen in das Gefängnis Comarca in Balide, wo Lourdes wieder Zeuge von Folter wurde.

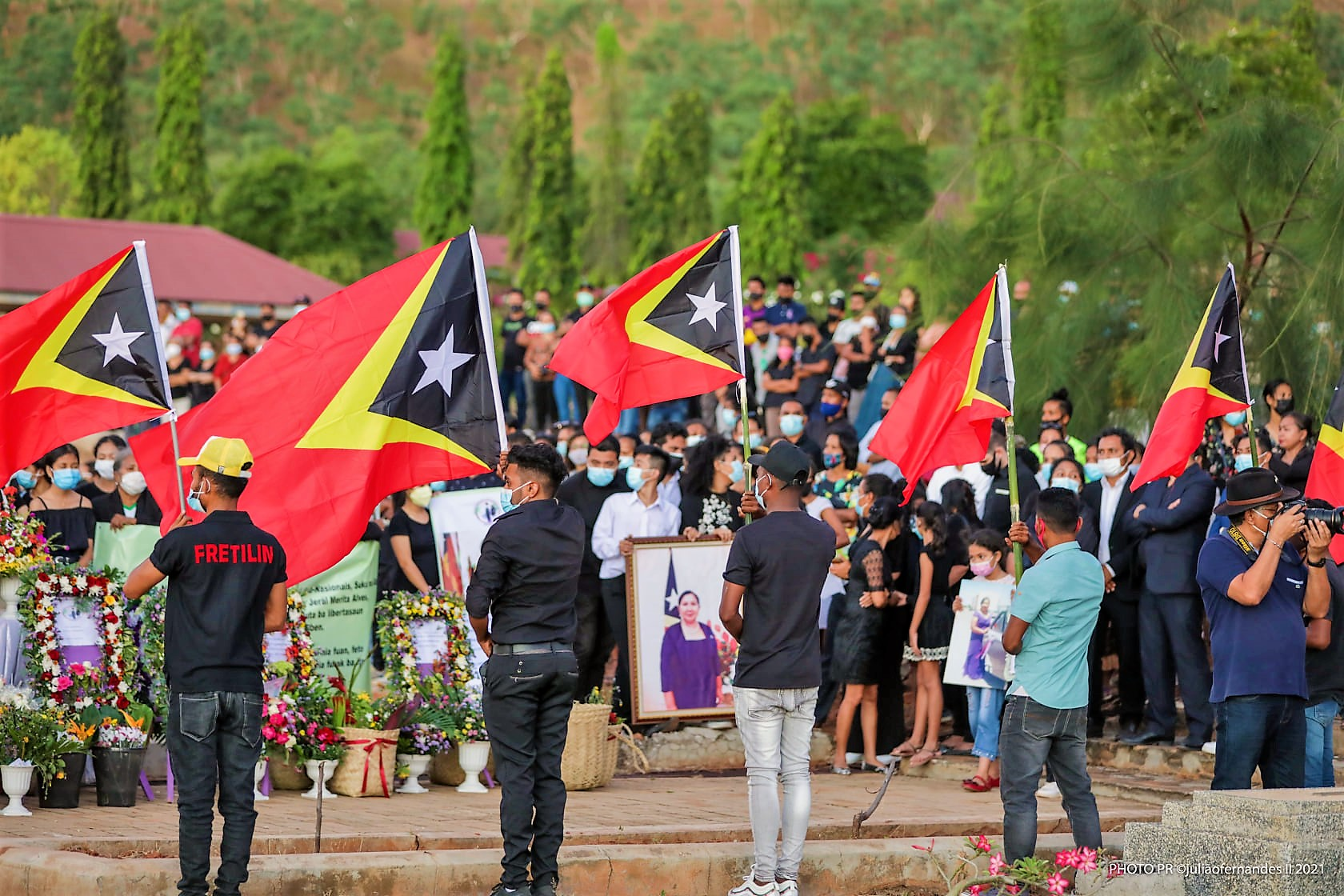
Beerdigung von Merita Alves

Nach Abzug der Indonesier 1999 wurde Alves auf Listenplatz 9 der FRETILIN bei den Wahlen 2001 in die Verfassunggebende Versammlung Osttimors gewählt, die 2002 nach der Entlassung des Landes in die Unabhängigkeit in das Nationalparlament Osttimors umgewandelt wurde. Bei den Neuwahlen 2007 scheiterte Alves auf Listenplatz 48. Die FRETILIN holte nur noch 21 Sitze.
Am 10. Oktober 2012 wurde Alves vom Parlament für fünf Jahre in den Staatsrat gewählt. Ihre Amtszeit endete turnusgemäß 2017.
Alves war seit 2006 bis zu ihrem Tode, in Nachfolge von Rosa Bonaparte, Generalsekretärin der OPMT. Nach langer Krankheit starb sie 2021 im Alter von 64 Jahren. Sie wurde am 27. Mai auf dem Heldenfriedhof in Metinaro beigesetzt.

## Auszeichnungen
Für mehr als 17 Jahre Teilnahme in der Unabhängigkeitsbewegung wurde Alves 2008 mit dem Ordem Nicolau Lobato ausgezeichnet.